# 백십이혹
112혹(百十二惑ㅡ, 一百十二惑, 一一二惑)은 다음의 분류, 그룹 또는 체계의 한 요소이다.
- 대승불교의 유식유가행파 등의 여러 번뇌 분류법 가운데 하나인 번뇌장(煩惱障) · 소지장(所知障)의 2장(二障)에서 번뇌장에도 속하고 소지장에도 속한다. 엄밀히 말하면, 번뇌장에 속하지만 모든 번뇌장에는 해당하는 소지장이 존재한다.
- 대승불교의 유식유가행파 등의 여러 번뇌 분류법 가운데 하나인 분별기(分別起) · 구생기(俱生起)의 분류법에서 분별기에 속한다.
- 대승불교의 유식유가행파에서 세운 128근본번뇌에 속한다. 이 가운데  견도에서 끊어지는 견혹(見惑) 112가지를 말한다.

112혹(百十二惑ㅡ, 一百十二惑, 一一二惑)은 유식유가행파를 비롯한 대승불교의 번뇌론에서 사용되는 용어로, 모든 근본번뇌를 견도(見道)에서 끊어지는 견혹(見惑)과 수도(修道)에서 끊어지는 수혹(修惑)으로 나눌 때, 견혹에 해당하는 속하는 근본번뇌의 총 개수이며 또한 이들을 통칭하는 낱말이다. 112근본번뇌(一百十二根本煩惱)라고도 하고 줄여서 112번뇌(一百十二煩惱)하며, 또한 112사(一百十二使)라고도 한다.
또한, 112혹을 112가지의 견소단의 분별기 수면(隨眠), 즉 견도에서 끊어지는 112가지의 분별기 근본번뇌라는 뜻에서 견소단의 112분별수면(見所斷百一十二分別隨眠) 또는 줄여서 112분별수면(百一十二分別隨眠)이라고도 하고, 더 줄여서 '(모든) 분별기 근본번뇌' 즉 '분별기 성질의 (모든) 근본번뇌'라는 뜻에서 그냥 분별수면(分別隨眠)이라고도 한다.
대승불교의 유식유가행파의 번뇌론에 따르면, 견혹(견소단)과 수혹(수소단)을 합하여 총 128근본번뇌(百二十八根本煩惱)가 있으며 이들을 128사(百二十八使) 또는 128혹(百二十八惑)이라고도 한다. 즉, 대승불교의 유식유가행파의 번뇌론에 따르면, 견혹에 112혹, 수혹에 16혹이 있다.
이에 비해 부파불교의 설일체유부의 번뇌론에 따르면, 총 98근본번뇌(九十八根本煩惱)가 있으며 이것을 98수면(九十八隨眠) · 98사(九十八使) 또는 98혹(九十八惑)이라고도 한다. 이 가운데 견혹에 88혹, 수혹에 10혹이 있다.

## 용어

### 112혹·견혹
유식유가행파의 번뇌론과 수행론에 따르면, 112혹(百十二惑)은 견도에서 끊어지는 견혹(見惑)의 총 개수이다.
112혹(百十二惑)과 견혹(見惑)이라는 낱말에서 혹(惑)은 미혹(迷惑: 迷는 잘못 아는 것, 惑은 밝게 알지 못하는 것) 즉 불해(不解: 알지 못함)의 뜻으로 번뇌가 마음을 미혹시켜 진리를 알지 못하게 하는 것, 번뇌가 진리를 가려서 마음으로 하여금 진리를 바로 보지 못하게 하는 것, 즉 번뇌가 깨달음을 장애하는 것을 말한다. 달리 말하면, 혹(惑)은 사(事)와 이(理)에 밝지 못한 것을 말한다.
한편, 혹(惑) 즉 진리를 알지 못하는 것 또는 사(事)와 이(理)에 밝지 못한 것은, 특히, 근본번뇌 가운데 하나인 무명(無明) 즉 치(癡)의 본질적 성질이며, 또한 무명(無明) 즉 치(癡)의 동의어로도 사용된다.

### 견소단·견도소단
견혹(見惑)은 견소단(見所斷) 또는 견도소단(見道所斷)이라고도 하고 수혹(修惑)은 수소단(修所斷) 또는 수도소단(修道所斷)이라고도 한다. 견소단의 문자 그대로의 뜻은 '봄으로 끊어짐'이고 견도소단의 문자 그대로의 뜻은 '견도(見道)의 단계에서 끊어짐'이다. 수소단의 문자 그대로의 뜻은 '닦음으로 끊어짐'이고 수도소단의 문자 그대로의 뜻은 '수도(修道)의 단계에서 끊어짐'이다.

### 112근본번뇌
112근본번뇌(一百十二根本煩惱)에서 근본번뇌(根本煩惱)는 수번뇌(隨煩惱)에 대응되는 낱말이다.
불교에서 번뇌를 나누는 방법에는 여러 가지가 있는데 그 중에 하나가 근본번뇌(根本煩惱)와 근본번뇌를 따라 일어나는[隨起] 수번뇌(隨煩惱)로 나누는 것이다. 부파불교와 대승불교의 번뇌론에 따르면, 근본번뇌로는 탐(貪) · 진(瞋) · 만(慢) · 무명(無明) · 악견(惡見) · 의(疑)의 6가지가 있으며, 이들을 통칭하여 6근본번뇌(六根本煩惱) 또는 6수면(六隨眠)이라 한다.
부파불교와 대승불교에서는 6근본번뇌 가운데 악견(惡見)을 5가지로 세분하여 10근본번뇌를 세우고, 다시 10근본번뇌를 3계 5부로 나눈다. 그 결과 부파불교의 설일체유부의 번뇌론에 따르면 98근본번뇌가 있고, 대승불교의 유식유가행파의 번뇌론에 따르면 128근본번뇌가 있다. (자세한 내용은 아래의 '112혹의 성립 절차' 문단을 참조하십시오.)
대승불교의 128근본번뇌 가운데 112가지가 견혹 즉 견소단인데, 이들을 통칭하여 112근본번뇌(一百十二根本煩惱)라고 한다.

### 112사
112사(一百十二使)에서 사(使)는 부린다는 뜻으로 '구사(驅使)한다' 또는 '구사력(驅使力)'이라고 할 때의 구사(驅使)를 말한다. 구사(驅使)의 사전적인 의미는 ① 사람이나 동물을 몰아서 부리는 것. ② 말 · 수단 · 수법 따위를 능숙하게 다루거나 부리어 사용(使用)하는 것이다.
사(使)는 번뇌의 여러 다른 이름 가운데 하나이다. 번뇌가 유정을 따라다니면서 유정의 마음을 진리에 어긋나게 부려서 악업을 짓게 하고 그 결과 유정이 미계(迷界) 즉 미혹의 세계인 3계6도(三界六道)에서 계속 유전(流轉)하는 것, 즉 생사윤회를 반복하는 것을 부각시켜 말하는 명칭이다. 또한, 사(使)의 이러한 따라다니면서 부림의 의미는 근본번뇌를 가리키는 수면(隨眠)과 그 뜻이 같다.
사(使)는 결사(結使)라고도 하는데, 결사(結使)의 문자 그대로의 뜻은 '묶어서 부린다'로, 속박[結]과 부림[使]의 뜻이 합쳐진 낱말이다. 불교 용어로서의 결사(結使)는 번뇌의 여러 다른 이름 가운데 하나로, 번뇌가 유정의 몸과 마음을 미혹의 세계에 속박하고 유정을 따라다니며 몰아대어 악업을 짓게 부리고 그 결과 유정이 3계6도의 생사윤회를 반복하는 것을 부각시켜 말하는 명칭이다.
결사(結使)에서, 속박의 의미인 결(結)도 번뇌의 다른 이름이고 부림의 의미인 사(使)도 번뇌의 다른 이름인데, 불교 일반의 번뇌론에서 결(結)은 흔히 9결(九結)을 뜻하고 사(使)는 흔히 10사(十使)를 뜻한다. 이러한 이유로 결사에 대해 말할 때 종종 9결10사(九結十使)라고 표현한다.
9결(九結)은 애결(愛結) · 에결(恚結) · 만결(慢結) · 무명결(無明結) · 견결(見結) · 취결(取結) · 의결(疑結) · 질결(嫉結) · 간결(慳結)을 말하는데, 모든 번뇌를 근본번뇌와 수번뇌로 나눌 때 9결 가운데 질결(嫉結)과 간결(慳結)은 수번뇌에 속하고 나머지 7가지는 근본번뇌에 속한다.
10사(十使)는 탐(貪) · 진(瞋) · 만(慢) · 무명(無明) · 유신견(有身見) · 변집견(邊執見) · 사견(邪見) · 견취(見取) · 계금취(戒禁取) · 의(疑)의 10가지 근본번뇌 즉 10근본번뇌(十根本煩惱)를 말하며 10수면(十隨眠)이라고도 한다.
사(使)라는 낱말을 사용하여, 10사(十使)를 탐사(貪使) · 진사(嗔使: 嗔은 瞋의 동의어) · 치사(癡使) · 만사(慢使) · 신견사(身見使) · 변견사(邊見使) · 사견사(邪見使) · 견취사(見取使) · 계취사(戒取使) · 의사(疑使)라고도 한다.

### 112분별수면
112분별수면(百一十二分別隨眠)에서 분별(分別)은 모든 번뇌를 분별기(分別起)와 구생기(俱生起)로 나눌 때 분별기를 말하고, 수면(隨眠)은 모든 번뇌를 근본번뇌와 수번뇌로 나눌 때 근본번뇌를 말한다. 따라서 112분별수면은 근본번뇌 가운데 분별기인 112가지 번뇌를 말한다. 그리고 분별수면(分別隨眠)은 종자라는 측면, 즉 해당 번뇌 자체나 다른 번뇌의 현행의 원인이라는 측면을 강조하여 분별종자(分別種子)라고도 한다. 따라서 112분별수면은 112분별종자(百一十二分別種子)와 같은 말이다. 이에 대해 구생기의 근본번뇌를 구생수면(俱生隨眠) 또는 구생종자(俱生種子)라고도 한다.
또한 모든 번뇌를 견도에서 끊어지는 견소단(見所斷: 즉 견혹)과 수도에서 끊어지는 수소단(修所斷: 즉 수혹)으로 나눌 때, 유식유가행파의 번뇌론에 따르면 모든 분별기는 견소단이다. 이런 점에서 112분별수면을 견소단의 112분별수면(見所斷百一十二分別隨眠)이라고도 한다. 후자의 명칭은 견도에서 끊어진다는 점을 명확히 강조하는 명칭이다.
전체적으로 말하면, 유식유가행파의 번뇌론에 따르면, 견도에서 끊어지는 분별기 근본번뇌가 112가지, 수도에서 끊어지는 구생기 근본번뇌가 16가지로, 총 128가지의 근본번뇌가 있는데 이들 중 전자를 칭하는 여러 명칭들 가운데 하나가 112분별수면 또는 견소단의 112분별수면이고 후자를 칭하는 여러 명칭들 가운데 하나가 16구생수면(十六俱生隨眠) 또는 수소단의 16구생수면(修所斷十六俱生隨眠)이다.
한편, 유식유가행파에서는 모든 번뇌를 번뇌장(煩惱障)과 소지장(所知障)의 2장으로 나누기도 하는데, 128근본번뇌처럼 수효를 정확히 헤아릴 수 있는 것은 번뇌장이다. 따라서 128근본번뇌의 일부인 112분별수면 즉 112근본번뇌도 번뇌장이다. 그리고 유식유가행파의 번뇌론에 따르면 모든 번뇌장의 번뇌에는 반드시 그것에 해당하는 소지장이 있다. 즉 128근본번뇌에는 그것에 해당하는 소지장이 존재한다.
《성유식론》 제9권에서는 번뇌장(煩惱障)은 다음과 같이 정의하고 있으며, 또한 분별기 번뇌장과 분별기 소지장이 모두 견도에서 끊어지는 견소단이라는 것을 말하고 있다.
 煩惱障者。謂執遍計所執實我薩迦耶見而為上首百二十八根本煩惱。及彼等流諸隨煩惱。此皆擾惱有情身心能障涅槃名煩惱障。

 
번뇌장(煩惱障)이란 변계소집(遍計所執)하여 세운 실아(實我)에 집착하는 즉 들러붙어서 떠나지 못하는 아견[薩迦耶見, 살가야견]을 첫째가는 번뇌[上首]로 하는 128근본번뇌(百二十八根本煩惱)와 그것의 등류인 모든 수번뇌(隨煩惱)를 말한다. 이 번뇌들이 모두 유정의 몸과 마음을 요뇌(擾惱: 적정하고 평정하지 못하게 함)하게 하여서 능히 열반(涅槃)을 장애하므로 번뇌장(煩惱障)이라고 이름한다.
 — 《성유식론》 제9권. 한문본 & 한글본
 如是二障分別起者見所斷攝。任運起者修所斷攝。二乘但能斷煩惱障。菩薩俱斷。永斷二種唯聖道。能伏二現行通有漏道。

 
이상과 같은 두 가지 장애[二障]에 있어서 분별에 의해 생겨나는 것은 견소단혹(見所斷惑)에 포섭되고, 자연적으로 일어나는 것은 수소단혹(修所斷惑)에 속한다.

2승(二乘)은 다만 번뇌장만을 단멸할 수 있고, 보살은 모두 단멸시킨다. 두 가지 장애의 종자를 영원히 단멸하는 것은 오직 성도(聖道: 즉 무루도)에서 가능하다. 두 가지의 현행을 조복하는 것은 유루도(有漏道)에도 통한다.
 — 《성유식론》 제9권. 한문본 & 한글본

## 112혹의 성립 절차
대승불교의 유식유가행파의 번뇌론을 따를 때,
총 128근본번뇌(百二十八根本煩惱)가 있다는 것은 근본번뇌로 6가지의 번뇌 즉 6근본번뇌(六根本煩惱)가 있다는 기본 교의에서 출발하여 아래와 같은 세분화 과정을 거쳐 그 수가 성립된 것이다. 이 세분화 과정에 의해 성립된 총 128근본번뇌 가운데 견혹에 해당하는 근본번뇌를 헤아릴 때 총 112가지가 있으므로 대승불교의 유식유가행파 등에서는 견혹을 112혹(一百十二惑) · 112사(一百十二使) 혹은 112근본번뇌(一百十二根本煩惱)라 한다.
한편, 모든 번뇌를 근본번뇌와 수번뇌로 나눌 때 근본번뇌에 6가지가 있다는 것은 부파불교와 대승불교 모두에서 공통된 기본 견해 또는 기본 교의이며, 부파불교에서는 6근본번뇌를 특히 6수면(六隨眠)이라고도 부른다. 반면, 수번뇌의 개수에 대해서는 부파불교와 대승불교의 견해가 다르다.
1. 먼저, 부파불교의 설일체유부와 대승불교의 유식유가행파의 번뇌론에 따르면, 근본번뇌로는 탐(貪) · 진(瞋) · 만(慢) · 무명(無明) · 악견(惡見) · 의(疑)의 6가지가 있으며, 이들을 통칭하여 6근본번뇌(六根本煩惱) 또는 6수면(六隨眠)이라 한다.[51][52][22]
2. 부파불교의 설일체유부와 대승불교의 유식유가행파의 번뇌론에 따르면, 6근본번뇌 가운데 악견은 유신견(有身見) · 변집견(邊執見) · 사견(邪見) · 견취(見取) · 계금취(戒禁取)로 세분되는데, 이렇게 세분하면 탐 · 진 · 만 · 무명 · 유신견 · 변집견 · 사견 · 견취 · 계금취 · 의(疑)의 10가지 근본번뇌가 있게 되며, 이들을 통칭하여 10근본번뇌(十根本煩惱)라 하며, 10수면(十隨眠) · 10사(十使) · 10견(十見) 또는 10대혹(十大惑)이라고도 한다.[53][33][54][55]
3. 10근본번뇌를 욕계 · 색계 · 무색계의 3계에 따라 나누면, 단순계산상으로는 30가지가 있어야 하지만, 진(瞋)은 오직 욕계에만 존재하는 번뇌이기 때문에, 욕계에는 10가지 근본번뇌가 모두 존재하지만, 색계에는 진(瞋)을 제외한 9가지 근본번뇌만이 존재하며, 무색계도 색계와 마찬가지로 진(瞋)을 제외한 9가지 근본번뇌만이 존재한다. 이렇게 볼 때는 3계 전체에 걸쳐 총 28가지의 근본번뇌가 있다.[56][57][58]
4. 욕계의 10근본번뇌, 색계의 9근본번뇌, 무색계의 9근본번뇌를 다시 견고소단 · 견집소단 · 견멸소단 · 견도소단 · 수도소단의 5부(五部)로 세분한다. 여기에서  앞의 4가지 부(部) 즉 견고소단 · 견집소단 · 견멸소단 · 견도소단은 견혹에 해당하고, 마지막의 수도소단은 수혹에 해당한다.

이상과 같은 세분화 과정을 통해 다음의 표와 같은 구분이 성립되며, 표에 나타난 바와 같이 대승불교의 유식유가행파의 번뇌론에 따를 때 견혹에는 총 112가지의 근본번뇌가 있다.  이 표에 나타난 바와 같이 유식유가행파에서는 10근본번뇌 가운데 사견(邪見) · 견취(見取) · 계금취(戒禁取) · 의(疑)의 4가지 근본번뇌만이 오로지 견혹 즉 견소단이며, 나머지 6가지 근본번뇌들은 견혹(견소단)의 측면과 수혹(수소단)의 측면을 모두 지니고 있다고 본다.
|                                      | 3계 5부  | 욕계                                                                   | 색계                                                             | 무색계                                                           |         |
| ------------------------------------ | -------- | ---------------------------------------------------------------------- | ---------------------------------------------------------------- | ---------------------------------------------------------------- | ------- |
| 견소단·견혹· 분별기·미리혹 (112)     | 견고소단 | 탐 · 진 · 만 · 무명 · 유신견 · 변집견 · 사견 · 견취 · 계금취 · 의 (10) | 탐 · 만 · 무명 · 유신견 · 변집견 · 사견 · 견취 · 계금취 · 의 (9) | 탐 · 만 · 무명 · 유신견 · 변집견 · 사견 · 견취 · 계금취 · 의 (9) | 28가지  |
| 견소단·견혹· 분별기·미리혹 (112)     | 견집소단 | 탐 · 진 · 만 · 무명 · 유신견 · 변집견 · 사견 · 견취 · 계금취 · 의 (10) | 탐 · 만 · 무명 · 유신견 · 변집견 · 사견 · 견취 · 계금취 · 의 (9) | 탐 · 만 · 무명 · 유신견 · 변집견 · 사견 · 견취 · 계금취 · 의 (9) | 28가지  |
| 견소단·견혹· 분별기·미리혹 (112)     | 견멸소단 | 탐 · 진 · 만 · 무명 · 유신견 · 변집견 · 사견 · 견취 · 계금취 · 의 (10) | 탐 · 만 · 무명 · 유신견 · 변집견 · 사견 · 견취 · 계금취 · 의 (9) | 탐 · 만 · 무명 · 유신견 · 변집견 · 사견 · 견취 · 계금취 · 의 (9) | 28가지  |
| 견소단·견혹· 분별기·미리혹 (112)     | 견도소단 | 탐 · 진 · 만 · 무명 · 유신견 · 변집견 · 사견 · 견취 · 계금취 · 의 (10) | 탐 · 만 · 무명 · 유신견 · 변집견 · 사견 · 견취 · 계금취 · 의 (9) | 탐 · 만 · 무명 · 유신견 · 변집견 · 사견 · 견취 · 계금취 · 의 (9) | 28가지  |
| 수소단·수혹·사혹· 구생기·미사혹 (16) | 수도소단 | 탐 · 진 · 만 · 무명 · 유신견 · 변집견 (6)                              | 탐 · 만 · 무명 · 유신견 · 변집견 (5)                             | 탐 · 만 · 무명 · 유신견 · 변집견 (5)                             | 16가지  |
|                                      |          | 46가지                                                                 | 41가지                                                           | 41가지                                                           | 128가지 |

## 112혹과 수번뇌
불교에서 번뇌를 분류하는 방식에는 여러 가지가 있는데 그 중의 하나가 근본번뇌(根本煩惱)와 근본번뇌를 따라 일어나는[隨起: 추종하여 현행하는] 수번뇌(隨煩惱)로 분류하는 것이다. 《성유식론》 제6권에 따르면, 수번뇌는 근본번뇌의 분위차별이거나 근본번뇌와 등류(等流)하는 법이다. 따라서 수번뇌는 독립적으로 작용하지 않고, 근본번뇌의 작용에 의해 동류(同類)로서 이끌려 일어나며 근본번뇌와 함께 작용한다. 따라서, 어떤 근본번뇌가 끊어질 때 그것의 동류(同類)로서 이끌려 일어나 그 근본번뇌와 함께 작용하고 있던 수번뇌도 동시에 끊어진다.
유식유가행파의 5위 100법의 법체계에 따르면, 근본번뇌는 번뇌심소 6가지를 말하며 수번뇌는 아래 목록에 나타난 수번뇌심소 20가지를 말한다. 《성유식론》 제6권에 따르면, 실제로 수번뇌로는 이들 20가지만 있는 것이 아니며 더 많이 있지만 이들 20가지가 근본번뇌가 아니면서 세력이 강하고 두드러진 번뇌(잡염)이기 때문에 별도로 모아서 수번뇌심소로 설정한 것이다.
- 유식유가행파의 수번뇌 20가지
  - 소수번뇌심소(小隨煩惱心所)의 10가지 모두: 분(忿) · 한(恨) · 부(覆) · 뇌(惱) · 질(嫉) · 간(慳) · 광(誑) · 첨(諂) · 해(害) · 교(憍)
  - 중수번뇌심소(中隨煩惱心所)의 2가지 모두: 무참(無慚) · 무괴(無愧)
  - 대수번뇌심소(大隨煩惱心所)의 8가지 모두: 도거(掉擧) · 혼침(惛沈) · 불신(不信) · 해태(懈怠) · 방일(放逸) · 실념(失念) · 산란(散亂) · 부정지(不正知)

앞의 "112혹의 성립 절차" 단락에서 기술한 바와 같이, 유식유가행파의 번뇌론에 따르면, 6근본번뇌가 10근본번뇌로 세분되고, 다시 10근본번뇌가 3계 5부 분별에 의해 128근본번뇌로 세분되며, 이 가운데 112근본번뇌 즉 112혹이 견혹에 해당한다. 기본적으로, 수번뇌는 6근본번뇌 혹은 세부적으로는 112근본번뇌(112혹)를 따라 일어난 번뇌이므로 근본번뇌가 끊어질 때 수번뇌도 함께 끊어진다. 그렇기 때문에 부파불교와 대승불교의 교학에서는 근본번뇌에 대해  3계 5부로 분별하여 수행계위와 관련시켜 다루지만, 수번뇌에 대해서는 그것의 대치법(對治法)에 대해서 주로 다루며 3계 5부로 분별하는 것은 굳이 하지 않는다.
《성유식론》 제6권에 따르면 각각의 수번뇌(隨煩惱: 20가지)는 아래 표에 나열된 바와 같이 특정한 근본번뇌(根本煩惱: 6가지)로부터 따라 일어난다[隨起]. 그런데 어떤 수번뇌가 특정한 근본번뇌를 따라 일어난다[隨起], 등류한다[等流] 또는 동류이다[同類]라는 것이 해당 수번뇌가 반드시 가유(假有)라는 것을 의미하는 것은 아니다.
《성유식론》 제6권에 따르면, 소수번뇌심소(小隨煩惱心所: 10가지)에 속한 분(忿) · 한(恨) · 뇌(惱) · 부(覆) · 광(誑) · 첨(諂) · 교(憍) · 해(害) · 질(嫉) · 간(慳)의 10가지 수번뇌와 대수번뇌심소(大隨煩惱心所: 8가지)에 속한 방일(放逸) · 실념(失念) · 부정지(不正知)는 3가지 수번뇌를 합한 총 13가지 수번뇌는 반드시 가유(假有)이다. 이에 비해 중수번뇌심소(中隨煩惱心所: 2가지)에 속한 무참(無慚) · 무괴(無愧)의 2가지 수번뇌 모두와 대수번뇌심소(大隨煩惱心所: 8가지)에 속한 불신(不信) · 해태(懈怠)의 2가지 수번뇌를 합한 총 4가지 수번뇌는 반드시 실유(實有)이다. 나머지 3가지 수번뇌, 즉 대수번뇌심소(大隨煩惱心所: 8가지)에 속한 혼침(惛沈) · 도거(掉擧) · 산란(散亂)에 대해서는 논사들에 따라 의견이 갈린다.
한편, 가유(假有)인 수번뇌에 대해서 그것의 발동근거 또는 실체가 되는 근본번뇌가 무엇인가에 대해서 논사들의 의견이 항상 일치하는 것은 아니다. 예를 들어, 소수번뇌심소(小隨煩惱心所: 10가지)에 속한 부(覆)가 그러하다. 이와 같이 발동근거가 되는 근본번뇌에 대한 논사들의 의견이 서로 다른 경우 아래 표의 제5열에서는 행을 나누어 구분하여 표시하고 있다. 이들 중 첫 행에 나오는 것이 호법의 견해이다.
《성유식론》 제6권에 따르면, 20가지 수번뇌는 모두 분별기이기도 하고 구생기이기도 하다. 즉 견혹이기도 하고 수혹이기도 하다. 달리 말하면, 20가지 수번뇌는 견혹의 측면과 수혹의 측면을 모두 가진 번뇌로, 20가지 수번뇌의 견혹의 측면은 견도에서 그 모두가 한꺼번에 끊어진다. 이렇게 되는 이유는 수번뇌가 근본번뇌를 '따라 일어나는[隨起]' 번뇌이기 때문이다. 즉, 근본번뇌가 견혹이면 따라 일어난 수번뇌도, 이 수번뇌가 가유인지 또는 실유인지에 상관없이, 항상 견혹이고, 근본번뇌가 수혹이면 따라 일어난 수번뇌도, 이 수번뇌가 가유인지 또는 실유인지에 상관없이, 항상 수혹이기 때문이다.
| 번호 | 수번뇌         | 견혹 · 수혹 | 가유 · 실유 | 가유인 경우의 근본번뇌 또는 실유인 경우의 주요 등류번뇌   | 참고 문헌                                      |
| ---- | -------------- | ----------- | ----------- | --------------------------------------------------------- | ---------------------------------------------- |
| 1    | 분(忿)         | 견혹 · 수혹 | 가유(假有)  | 진(瞋)                                                    | [ 71 ] [ 72 ]                                  |
| 2    | 한(恨)         | 견혹 · 수혹 | 가유(假有)  | 진(瞋)                                                    | [ 73 ] [ 74 ]                                  |
| 3    | 뇌(惱)         | 견혹 · 수혹 | 가유(假有)  | 진(瞋)                                                    | [ 75 ] [ 76 ]                                  |
| 4    | 부(覆)         | 견혹 · 수혹 | 가유(假有)  | 탐(貪) · 치(癡) 치(癡)                                    | [ 77 ] [ 78 ]                                  |
| 5    | 광(誑)         | 견혹 · 수혹 | 가유(假有)  | 탐(貪) · 치(癡)                                           | [ 79 ] [ 80 ]                                  |
| 6    | 첨(諂)         | 견혹 · 수혹 | 가유(假有)  | 탐(貪) · 치(癡)                                           | [ 81 ] [ 82 ]                                  |
| 7    | 교(憍)         | 견혹 · 수혹 | 가유(假有)  | 탐(貪)                                                    | [ 83 ] [ 84 ]                                  |
| 8    | 해(害)         | 견혹 · 수혹 | 가유(假有)  | 진(瞋)                                                    | [ 85 ] [ 86 ]                                  |
| 9    | 질(嫉)         | 견혹 · 수혹 | 가유(假有)  | 진(瞋)                                                    | [ 87 ] [ 88 ]                                  |
| 10   | 간(慳)         | 견혹 · 수혹 | 가유(假有)  | 탐(貪)                                                    | [ 89 ] [ 90 ]                                  |
| 11   | 무참(無慚)     | 견혹 · 수혹 | 실유        | 탐(貪) 모든 번뇌                                          | [ 93 ] [ 94 ] [ 95 ] [ 96 ]                    |
| 12   | 무괴(無愧)     | 견혹 · 수혹 | 실유        | 탐(貪) 모든 번뇌                                          | [ 97 ] [ 98 ] [ 95 ] [ 96 ]                    |
| 13   | 불신(不信)     | 견혹 · 수혹 | 실유        | 모든 번뇌                                                 | [ 99 ] [ 100 ] [ 101 ] [ 102 ] [ 103 ] [ 104 ] |
| 14   | 해태(懈怠)     | 견혹 · 수혹 | 실유        | 모든 번뇌                                                 | [ 105 ] [ 106 ]                                |
| 15   | 방일(放逸)     | 견혹 · 수혹 | 가유(假有)  | 해태(懈怠) · 탐(貪) · 진(瞋) · 치(癡)                     | [ 107 ] [ 108 ]                                |
| 16   | 혼침(惛沈)     | 견혹 · 수혹 | 가유 · 실유 | 호법의 견해는 미기재 치(癡) 모든 번뇌                     | [ 101 ] [ 102 ]                                |
| 17   | 도거(掉擧)     | 견혹 · 수혹 | 가유 · 실유 | 호법의 견해는 미기재 탐(貪) 모든 번뇌                     | [ 77 ] [ 78 ] [ 103 ] [ 104 ]                  |
| 18   | 실념(失念)     | 견혹 · 수혹 | 가유(假有)  | 염(念) · 치(癡) 염(念) 치(癡)                             | [ 109 ] [ 110 ]                                |
| 19   | 부정지(不正知) | 견혹 · 수혹 | 가유(假有)  | 혜(慧) · 치(癡) 혜(慧) 치(癡)                             | [ 111 ] [ 112 ]                                |
| 20   | 산란(散亂)     | 견혹 · 수혹 | 가유 · 실유 | 호법의 견해는 실유라는 것 탐(貪) · 진(瞋) · 치(癡) 치(癡) | [ 113 ] [ 114 ]                                |

## 112혹의 조복과 단멸
번뇌장과 소지장에는 구생기와 분별기가 있으며, 다시 현행(現行) · 종자(種子) · 습기(習氣)로 구분되는데 이것들이 조복(調伏: 굴복시킴)되고 단멸(斷滅: 끊어짐)되는, 견도 · 수도 · 무학도의 3도와 52위의 보살 수행계위에서의 해당 지위[地]는 아래 목록과 같다.
번뇌장의 모든 분별기가 곧 112혹이며, 유식유가행파의 번뇌론에 따르면 모든 번뇌장에는 반드시 그것에 해당하는 소지장이 존재한다. 따라서 112혹 즉 분별기 번뇌장에는 그것에 상당하는 분별기 소지장이 존재한다. 그리고 아래 목록에 나타난 바와 같이 112혹 즉 분별기 번뇌장과 그것에 상당하는 분별기 소지장 모두 견도에서 완전히 끊어진다.
- 번뇌장(煩惱障)
  - 분별기(分別起)
    - 현행(現行): 지전복(地前伏), 즉 초지(初地)에 오르기 이전에 굴복시킴[調伏]
    - 종자(種子): 견도단(見道斷), 즉 견도(見道) 즉 초지(初地)에서 끊어짐
    - 습기(習氣): 견도단(見道斷), 즉 견도(見道) 즉 초지(初地)에서 끊어짐

  - 구생기(俱生起)
    - 현행(現行): 제7지에서 복진(伏盡)됨 즉 완전히 굴복시킴
    - 종자(種子): 제10지에서 금강삼매로 끊어짐
    - 습기(習氣): 10지 중 각각의 지(地)에서 끊어짐
- 소지장(所知障)
  - 분별기(分別起)
    - 현행(現行): 지전복(地前伏), 즉 초지(初地)에 오르기 이전에 굴복시킴[調伏]
    - 종자(種子): 견도단(見道斷), 즉 견도(見道) 즉 초지(初地)에서 끊어짐
    - 습기(習氣): 견도단(見道斷), 즉 견도(見道) 즉 초지(初地)에서 끊어짐

  - 구생기(俱生起)
    - 현행(現行): 10지 중 각각의 지(地)에서 굴복시킴
    - 종자(種子): 10지 중 각각의 지(地)에서 끊어짐
    - 습기(習氣): 10지 중 각각의 지(地)에서 끊어짐

## 같이 보기
- 3도: 견도 · 수도 · 무학도
  - 견도: 16심 · 고법지인
  - 무학도: 34심
  - 성문 수행계위: 4향4과
  - 보살 수행계위: 52위
- 현관: 4제현관 · 6현관
- 유루 · 무루
- 번뇌 · 잡염
  - 근본번뇌 · 수면
    - 3근본번뇌 · 6수면 · 7수면 · 10수면
    - 설일체유부의 98근본번뇌
      - 견혹: 설일체유부의 88근본번뇌
      - 수혹: 설일체유부의 10근본번뇌

    - 대승불교 일반의 5주지번뇌와 번뇌장 · 소지장
    - 유식유가행파의 번뇌장 · 소지장
      - 유식유가행파의 128근본번뇌
        - 견혹: 유식유가행파의 112근본번뇌
        - 수혹: 유식유가행파의 16근본번뇌

  - 수번뇌
    - 8전 · 10전 · 6번뇌구

  - 5하분결 · 5상분결
- 유부무기와 불선
  - 유부무기
    - 욕계의 번뇌의 일부 · 색계의 번뇌 · 무색계의 번뇌
    - 4근본번뇌 (말나식의 4번뇌: 아치 · 아견 · 아만 · 아애)

  - 불선 · 악
    - 욕계의 번뇌의 대다수
    - 불선근
    - 5악 · 10악
- 108번뇌
- 9결
- 5개

## 참고 문헌
- 곽철환 (2003). 《시공 불교사전》. 시공사 / 네이버 지식백과. |title=에 외부 링크가 있음 (도움말)
- 세친 지음, 현장 한역, 권오민 번역 (K.955, T.1558). 《아비달마구사론》. 한글대장경 검색시스템 - 전자불전연구소 / 동국역경원. K.955(27-453), T.1558(29-1). |title=에 외부 링크가 있음 (도움말)
- 세친 지음, 현장 한역, 송성수 번역 (K.618, T.1612). 《대승오온론》. 한글대장경 검색시스템 - 전자불전연구소 / 동국역경원. K.618(17-637), T.1612(31-848). |title=에 외부 링크가 있음 (도움말)
- 세친 지음, 현장 한역, 송성수 번역 (K.644, T.1614). 《대승백법명문론》. 한글대장경 검색시스템 - 전자불전연구소 / 동국역경원. K.644(17-808), T.1614(31-855). |title=에 외부 링크가 있음 (도움말)
- 안혜 지음, 지바하라 한역, 조환기 번역 (K.619, T.1613). 《대승광오온론》. 한글대장경 검색시스템 - 전자불전연구소 / 동국역경원. K.619(17-641), T.1613(31-850). |title=에 외부 링크가 있음 (도움말)
- 운허.  동국역경원 편집, 편집. 《불교 사전》. |title=에 외부 링크가 있음 (도움말)
- 호법 등 지음, 현장 한역, 김묘주 번역 (K.614, T.1585). 《성유식론》. 한글대장경 검색시스템 - 전자불전연구소 / 동국역경원. K.614(17-510), T.1585(31-1). |title=에 외부 링크가 있음 (도움말)
- (영어) DDB. 《Digital Dictionary of Buddhism (電子佛教辭典)》. Edited by A. Charles Muller. |title=에 외부 링크가 있음 (도움말)
- (중국어) 佛門網. 《佛學辭典(불학사전)》. |title=에 외부 링크가 있음 (도움말)
- (중국어) 星雲. 《佛光大辭典(불광대사전)》 3판. |title=에 외부 링크가 있음 (도움말)
- (중국어) 세친 조, 현장 한역 (T.1558). 《아비달마구사론(阿毘達磨俱舍論)》. 대정신수대장경. T29, No. 1558, CBETA. |title=에 외부 링크가 있음 (도움말)
- (중국어) 세친 조, 현장 한역 (T.1612). 《대승오온론(大乘五蘊論)》. 대정신수대장경. T31, No. 1612, CBETA. |title=에 외부 링크가 있음 (도움말)
- (중국어) 세친 조, 현장 한역 (T.1614). 《대승백법명문론(大乘百法明門論)》. 대정신수대장경. T31, No. 1614, CBETA. |title=에 외부 링크가 있음 (도움말)
- (중국어) 안혜 조, 지바하라 한역 (T.1613). 《대승광오온론(大乘廣五蘊論)》. 대정신수대장경. T31, No. 1613, CBETA. |title=에 외부 링크가 있음 (도움말)
- (중국어) 호법 등 지음, 현장 한역 (T.1585). 《성유식론(成唯識論)》. 대정신수대장경. T31, No. 1585, CBETA. |title=에 외부 링크가 있음 (도움말)